# درنغغ (غافروبارمون)
درنغغ (بالفارسية: درنگگ) هي قرية تقع في إيران في قسم غافروبارمون الريفي. يقدر عدد سكانها بـ 0 نسمة بحسب إحصاء 2016.